# Selección de baloncesto de Baréin
La selección de baloncesto de Baréin es el equipo formado por jugadores de nacionalidad bareiní que representa a la Asociación de Baloncesto de Baréin (en árabe: جمعية البحرين لكرة السلة‎) en las competiciones internacionales organizadas por la Federación Internacional de Baloncesto (FIBA) o el Comité Olímpico Internacional (COI): los Juegos Olímpicos, la Copa Mundial de Baloncesto y el Campeonato FIBA Asia.

## Historia
Fue creada en el año 1975 y ese mismo año se une a FIBA Asia, y en 1977 clasifica por primera vez al Campeonato FIBA Asia en Kuala Lumpur, Malasia en donde terminó en duodécimo lugar.
Baréin jugó en el Campeonato FIBA Asia 1999, donde terminaron 12° con un récord de 2-5 y victorias sobre Malasia y Hong Kong.
Baréin se clasificó para el Campeonato FIBA Asia 2009 en Tianjin, China, al terminar cuarto en la Copa del Golfo de 2009. Sin embargo, se retiraron antes del torneo, abriendo un lugar para que China Taipei compita en el torneo.
Su mejor participación continental ha sido en la edición de 1997 en Riad, Arabia Saudita en donde finalizó en décimo lugar.
En 2000, el club de Baréin Al-Manama terminó tercero en la Copa de Campeones de Asia FIBA, la única vez que un club de Baréin obtuvo una medalla en el campeonato.

## Plantilla
- Lista de jugadores convocados que disputaron el Torneo de Preclasificación Olímpica FIBA 2023.[2]

| Baréin                   | Baréin            | Baréin | Baréin | Baréin | Baréin        |
| Num                      | Jugador           | Pos    | Altura | Edad   | Equipo        |
| ------------------------ | ----------------- | ------ | ------ | ------ | ------------- |
| 1                        | Mohamed Buallay   | B      | 1,90 m | 28     | Muharraq Club |
| 2                        | Wayne Chism       | AP     | 2,03 m | 36     | Bahrain Club  |
| 6                        | Ali Rashed        | B      | 1,81 m | 22     | Manama Club   |
| 7                        | Maitham Isa       | B      | 1,83 m | 22     | Al-Ahli       |
| 8                        | Sayed Kadhem      | B      | 1,90 m | 26     | Muharraq Club |
| 11                       | Mustafa Rashed    | B      | 1,77 m | 21     | Manama Club   |
| 15                       | Ali Melad         | B      | 1,80 m | 29     | Al-Ahli       |
| 17                       | Ali Kadhem        | B      | 1,85 m | 22     | Al-Najma      |
| 21                       | Hasan Altashani   | AP     | 1,95 m | 27     | Al-Ittihad    |
| 24                       | Muzamil Hamooda   | A      | 1,99 m | 21     | Manama Club   |
| 34                       | Ali Hasan         | P      | 1,94 m | 29     | Muharraq Club |
| 99                       | Alwatheq Alhassan | AP     | 1,99 m | 23     | Al-Hala       |
| Entrenador: Ricard Casas |                   |        |        |        |               |

## Partidos

### Próximos encuentros
| Fecha                   | Ciudad                            | Competición                     | Local                  |                                   | Resultado |                                   | Visitante              |
| ----------------------- | --------------------------------- | ------------------------------- | ---------------------- | --------------------------------- | --------- | --------------------------------- | ---------------------- |
| 23 de febrero de 2023   | Melbourne                         | Clasificación Mundial 2023      | Australia              | Bandera de Australia              | 83:51     | Bandera de Baréin                 | Baréin                 |
| 26 de febrero de 2023   | Takasaki                          | Clasificación Mundial 2023      | Japón                  | Bandera de Japón                  | 95:72     | Bandera de Baréin                 | Baréin                 |
| 12 de agosto de 2023    | Damasco                           | Preclasificatorio Olímpico 2023 | Baréin                 | Bandera de Baréin                 | 89:74     | Bandera de Arabia Saudita         | Arabia Saudita         |
| 13 de agosto de 2023    | Damasco                           | Preclasificatorio Olímpico 2023 | Kazajistán             | Bandera de Kazajistán             | 67:104    | Bandera de Baréin                 | Baréin                 |
| 14 de agosto de 2023    | Damasco                           | Preclasificatorio Olímpico 2023 | Siria                  | Bandera de Siria                  | 60:91     | Bandera de Baréin                 | Baréin                 |
| 16 de agosto de 2023    | Damasco                           | Preclasificatorio Olímpico 2023 | Baréin                 | Bandera de Baréin                 | 95:72     | Bandera de Indonesia              | Indonesia              |
| 17 de agosto de 2023    | Damasco                           | Preclasificatorio Olímpico 2023 | India                  | Bandera de la India               | 66:79     | Bandera de Baréin                 | Baréin                 |
| 23 de febrero de 2024   | Bandera de Baréin                 | Clasificatorio Copa Asia 2025   | Baréin                 | Bandera de Baréin                 | :         | Bandera de Emiratos Árabes Unidos | Emiratos Árabes Unidos |
| 26 de febrero de 2024   | Bandera de Líbano                 | Clasificatorio Copa Asia 2025   | Líbano                 | Bandera de Líbano                 | :         | Bandera de Baréin                 | Baréin                 |
| 2 de julio de 2024      | San Juan                          | Torneo Preolímpico FIBA 2024    | Italia                 | Bandera de Italia                 | :         | Bandera de Baréin                 | Baréin                 |
| 3 de julio de 2024      | San Juan                          | Torneo Preolímpico FIBA 2024    | Baréin                 | Bandera de Baréin                 | :         | Bandera de Puerto Rico            | Puerto Rico            |
| 22 de noviembre de 2024 | Bandera de Baréin                 | Clasificatorio Copa Asia 2025   | Baréin                 | Bandera de Baréin                 | :         | Bandera de Siria                  | Siria                  |
| 25 de noviembre de 2024 | Bandera de Emiratos Árabes Unidos | Clasificatorio Copa Asia 2025   | Emiratos Árabes Unidos | Bandera de Emiratos Árabes Unidos | :         | Bandera de Baréin                 | Baréin                 |
| 21 de febrero de 2025   | Bandera de Baréin                 | Clasificatorio Copa Asia 2025   | Baréin                 | Bandera de Baréin                 | :         | Bandera de Líbano                 | Líbano                 |
| 24 de febrero de 2025   | Bandera de Siria                  | Clasificatorio Copa Asia 2025   | Siria                  | Bandera de Siria                  | :         | Bandera de Baréin                 | Baréin                 |

## Historial

### Copa Mundial
Resultado General: No ocupa puesto
| Copa Mundial de Baloncesto |
| --- |
| - 1950: No calificó - 1954: No calificó - 1959: No calificó - 1963: No calificó - 1967: No calificó - 1970: No calificó - 1974: No calificó - 1978: No calificó - 1982: No calificó - 1986: No calificó - 1990: No calificó - 1994: No calificó - 1998: No calificó - 2002: No calificó - 2006: No calificó - 2010: No calificó - 2014: No calificó - 2019: No calificó - 2023: No calificó - 2027: TBD |

### Juegos Olímpicos
| Baloncesto en los Juegos Olímpicos |
| --- |
| - Berlín 1936: No calificó - Londres 1948: No calificó - Helsinki 1952: No calificó - Melbourne 1956: No calificó - Roma 1960: No calificó - Tokio 1964: No calificó - México 1968: No calificó - Múnich 1972: No calificó - Montreal 1976: No calificó - Moscú 1980: No calificó - Los Ángeles 1984: No calificó - Seúl 1988: No calificó - Barcelona 1992: No calificó - Atlanta 1996: No calificó - Sídney 2000: No calificó - Atenas 2004: No calificó - Pekín 2008: No calificó - Londres 2012: No calificó - Río 2016: No calificó - Tokio 2020: No calificó - París 2024: No calificó |

### Campeonato FIBA Asia
| Campeonato FIBA Asia | Campeonato FIBA Asia | Campeonato FIBA Asia | Campeonato FIBA Asia | Campeonato FIBA Asia | Campeonato FIBA Asia |
| -------------------- | -------------------- | -------------------- | -------------------- | -------------------- | -------------------- |
| - 1960: No calificó  |                      | - 1983: No calificó  |                      | - 2005: No calificó  |                      |
| - 1963: No calificó  |                      | - 1985: No calificó  |                      | - 2007: No calificó  |                      |
| - 1965: No calificó  |                      | - 1987: 13° Lugar    |                      | - 2009: No calificó  |                      |
| - 1967: No calificó  |                      | - 1989: No calificó  |                      | - 2011: 15° Lugar    |                      |
| - 1969: No calificó  |                      | - 1991: 15° Lugar    |                      | - 2013: 12° Lugar    |                      |
| - 1971: No calificó  |                      | - 1993: No calificó  |                      | - 2015: No calificó  |                      |
| - 1973: No calificó  |                      | - 1995: No calificó  |                      | - 2017: No calificó  |                      |
| - 1975: No calificó  |                      | - 1997: 10° Lugar    |                      | - 2022: 13° Lugar    |                      |
| - 1977: 12° Lugar    |                      | - 1999: 12° Lugar    |                      | - 2025: ?            |                      |
| - 1979: 12° Lugar    |                      | - 2001: No calificó  |                      |                      |                      |
| - 1981: No calificó  |                      | - 2003: No calificó  |                      |                      |                      |